# Campeonato Panamericano de Balonmano Masculino Juvenil de 2017
El XIII Campeonato Panamericano de Balonmano Masculino Juvenil de 2017 se disputará entre el 15 y el 22 de abril de 2015  en Santiago de Chile (Chile), y es organizado por la Federación Panamericana de Balonmano Este campeonato entregara cinco plazas para el Campeonato Mundial de Balonmano Masculino Juvenil de 2017

## Primera Fase

### Grupo A
| Equipo      | PTS | J | G | E | P | GF  | GC  | DG  |
| ----------- | --- | - | - | - | - | --- | --- | --- |
| Argentina   | 6   | 4 | 4 | 0 | 0 | 147 | 57  | +90 |
| Venezuela   | 6   | 4 | 3 | 0 | 1 | 117 | 108 | +9  |
| Uruguay     | 4   | 4 | 2 | 0 | 2 | 87  | 95  | -8  |
| Canadá      | 2   | 4 | 1 | 0 | 3 | 111 | 126 | -15 |
| Puerto Rico | 0   | 4 | 0 | 0 | 4 | 75  | 151 | -76 |

#### Resultados
| Fecha      | Hora  | Partido³    | Partido³ | Partido³    | Resultado | Reporte |
| ---------- | ----- | ----------- | -------- | ----------- | --------- | ------- |
| 15.04.2017 | 12:00 | Uruguay     | -        | Canadá      | 31-23     | Reporte |
| 15.04.2017 | 16:00 | Argentina   | -        | Puerto Rico | 49-10     | Reporte |
| 16.04.2017 | 12:00 | Puerto Rico | -        | Venezuela   | 24-41     | Reporte |
| 16.04.2017 | 16:00 | Canadá      | -        | Argentina   | 21-38     | Reporte |
| 17.04.2017 | 12:00 | Venezuela   | -        | Uruguay     | 27-22     | Reporte |
| 17.04.2017 | 14:00 | Puerto Rico | -        | Canadá      | 25-36     | Reporte |
| 18.04.2017 | 12:00 | Venezuela   | -        | Canadá      | 32-31     | Reporte |
| 18.04.2017 | 18:00 | Uruguay     | -        | Argentina   | 9-29      | Reporte |
| 20.04.2017 | 14:00 | Uruguay     | -        | Puerto Rico | 25-16     | Reporte |
| 20.04.2017 | 18:00 | Argentina   | -        | Venezuela   | 31-17     | Reporte |

### Grupo B
| Equipo         | PTS | J | G | E | P | GF  | GC  | DG   |
| -------------- | --- | - | - | - | - | --- | --- | ---- |
| Brasil         | 8   | 4 | 4 | 0 | 0 | 219 | 77  | +142 |
| Chile          | 8   | 4 | 4 | 0 | 0 | 178 | 95  | +83  |
| México         | 4   | 5 | 1 | 0 | 4 | 115 | 136 | -21  |
| Paraguay       | 4   | 5 | 2 | 0 | 3 | 133 | 181 | -48  |
| Estados Unidos | 2   | 4 | 1 | 0 | 3 | 83  | 174 | -91  |
| Costa Rica     | 0   | 4 | 0 | 0 | 4 | 95  | 160 | -65  |

#### Resultados
| Fecha      | Hora  | Partido³       | Partido³ | Partido³       | Resultado | Reporte |
| ---------- | ----- | -------------- | -------- | -------------- | --------- | ------- |
| 15.04.2017 | 14:00 | Paraguay       | -        | Costa Rica     | 35-32     | Reporte |
| 15.04.2017 | 18:00 | Brasil         | -        | México         | 33-21     | Reporte |
| 15.04.2017 | 20:30 | Chile          | -        | Estados Unidos | 38-12     | Reporte |
| 16.04.2017 | 14:00 | Costa Rica     | -        | Brasil         | 7-40      | Reporte |
| 16.04.2017 | 18:00 | Estados Unidos | -        | Paraguay       | 17-31     | Reporte |
| 16.04.2017 | 20:00 | México         | -        | Chile          | 20-37     | Reporte |
| 17.04.2017 | 16:00 | México         | -        | Costa Rica     | 24-21     | Reporte |
| 17.04.2017 | 18:00 | Brasil         | -        | Estados Unidos | 60-7      | Reporte |
| 17.04.2017 | 20:00 | Chile          | -        | Paraguay       | 44-25     | Reporte |
| 18.04.2017 | 14:00 | Estados Unidos | -        | México         | 23-21     | Reporte |
| 18.04.2017 | 16:00 | Paraguay       | -        | Brasil         | 20-59     | Reporte |
| 18.04.2017 | 20:00 | Chile          | -        | Costa Rica     | 37-11     | Reporte |
| 20.04.2017 | 12:00 | Paraguay       | -        | México         | 22-29     | Reporte |
| 20.04.2017 | 16:00 | Costa Rica     | -        | Estados Unidos | 24-24     | Reporte |
| 20.04.2017 | 20:00 | Brasil         | -        | Chile          | 27-22     | Reporte |

### 9º al 11º puesto
| Fecha      | Hora² | Partido¹    | Partido¹ | Partido¹       | Resultado |
| ---------- | ----- | ----------- | -------- | -------------- | --------- |
| 21.04.2017 | 12:00 | Puerto Rico | -        | Canadá         | 26-27     |
| 22.04.2017 | 11:00 | Puerto Rico | -        | Estados Unidos | 25-24     |

### 5º al 8º puesto
| Fecha      | Hora² | Partido¹ | Partido¹ | Partido¹ | Resultado |
| ---------- | ----- | -------- | -------- | -------- | --------- |
| 21.04.2017 | 14:00 | Canadá   | -        | México   | 25-28     |
| 21.04.2017 | 16:00 | Uruguay  | -        | Paraguay | 25-22     |

### 7º/8º puesto
| Fecha      | Hora² | Partido¹ | Partido¹ | Partido¹ | Resultado |
| ---------- | ----- | -------- | -------- | -------- | --------- |
| 22.04.2017 | 13:00 | Paraguay | -        | Canadá   | 23-32     |

### 5º/6º puesto
| Fecha      | Hora² | Partido¹ | Partido¹ | Partido¹ | Resultado |
| ---------- | ----- | -------- | -------- | -------- | --------- |
| 22.04.2017 | 15:00 | Uruguay  | -        | México   | 15-25     |

## Fase Final

### Semifinales
| Fecha      | Hora² | Partido¹  | Partido¹ | Partido¹  | Resultado |
| ---------- | ----- | --------- | -------- | --------- | --------- |
| 21.04.2017 | 18:00 | Brasil    | -        | Venezuela | 42-16     |
| 21.04.2017 | 20:00 | Argentina | -        | Chile     | 20-12     |

### 3º/4º puesto
| Fecha      | Hora² | Partido¹ | Partido¹ | Partido¹  | Resultado |
| ---------- | ----- | -------- | -------- | --------- | --------- |
| 22.04.2017 | 17:00 | Chile    | -        | Venezuela | 35-20     |

### Final
| Fecha      | Hora² | Partido¹  | Partido¹ | Partido¹ | Resultado |
| ---------- | ----- | --------- | -------- | -------- | --------- |
| 22.04.2017 | 19:00 | Argentina | -        | Brasil   | 22-21     |

| Argentina           |
| Campeón             |
| Argentina 8° título |

### Clasificación general
| Argentina          |
| Brasil             |
| Chile              |
| 4. Venezuela       |
| 5. México          |
| 6. Uruguay         |
| 7. Canadá          |
| 8. Paraguay        |
| 9. Costa Rica      |
| 10. Puerto Rico    |
| 11. Estados Unidos |

## Clasificados al Mundial 2017
| Bandera de Argentina | Bandera de Brasil | Bandera de Chile | Bandera de Venezuela | Bandera de México |
| Argentina            | Brasil            | Chile            | Venezuela            | México            |
| -------------------- | ----------------- | ---------------- | -------------------- | ----------------- |